# Сент-Аман-де-Буакс
Сент-Ама́н-де-Буа́кс (фр. Saint-Amant-de-Boixe) — коммуна во Франции, находится в регионе Пуату — Шаранта. Департамент — Шаранта. Главный город кантона Сент-Аман-де-Буакс. Округ коммуны — Ангулем.
Код INSEE коммуны — 16295.
Коммуна расположена приблизительно в 380 км к юго-западу от Парижа, в 90 км южнее Пуатье, в 17 км к северу от Ангулема.

## Население
Население коммуны на 2008 год составляло 1325 человек.
| 1962 | 1968 | 1975 | 1982 | 1990 | 1999 | 2008 |
| ---- | ---- | ---- | ---- | ---- | ---- | ---- |
| 881  | 842  | 877  | 891  | 997  | 1128 | 1325 |

## Климат
Климат океанический. Ближайшая метеостанция находится в городе Коньяк.
| Показатель                        | Янв. | Фев. | Март | Апр. | Май  | Июнь | Июль | Авг. | Сен. | Окт. | Нояб. | Дек. | Год   |
| --------------------------------- | ---- | ---- | ---- | ---- | ---- | ---- | ---- | ---- | ---- | ---- | ----- | ---- | ----- |
| Средний суточный максимум, °C     | 8,7  | 10,5 | 13,1 | 15,9 | 19,5 | 23,1 | 26,1 | 25,4 | 23,1 | 18,5 | 12,4  | 9,2  | 17,7  |
| Средняя температура, °C           | 5,4  | 6,7  | 8,5  | 11,1 | 14,4 | 17,8 | 20,2 | 19,7 | 17,6 | 13,7 | 8,6   | 5,9  | 12,5  |
| Средний суточный минимум, °C      | 2,0  | 2,8  | 3,8  | 6,2  | 9,4  | 12,4 | 14,4 | 14,0 | 12,1 | 8,9  | 4,7   | 2,6  | 7,8   |
| Норма осадков, мм                 | 80,4 | 67,3 | 65,9 | 68,3 | 71,6 | 46,6 | 45,1 | 50,2 | 59,2 | 68,6 | 79,8  | 80,0 | 783,6 |
| Источник: Relevé météo des Cognac |      |      |      |      |      |      |      |      |      |      |       |      |       |

## Администрация
| Период | Период | Фамилия      | Партия | Примечания        |
| ------ | ------ | ------------ | ------ | ----------------- |
| 1989   | 2008   | Клод Сурис   |        |                   |
| 2008   | 2014   | Бернар Лакёй |        | школьный психолог |

## Экономика
В 2007 году среди 793 человек в трудоспособном возрасте (15—64 лет) 580 были экономически активными, 213 — неактивными (показатель активности — 73,1 %, в 1999 году было 73,3 %). Из 580 активных работали 527 человек (283 мужчины и 244 женщины), безработных было 53 (16 мужчин и 37 женщин). Среди 213 неактивных 63 человека были учениками или студентами, 89 — пенсионерами, 61 были неактивными по другим причинам.

## Достопримечательности
- Аббатство Сент-Аман-де-Буакс[фр.] (XII—XIII века). В аббатстве расположен Центр толкования романской архитектуры. Исторический памятник с 1935 года[3]
- Монастырская церковь (XII век). Исторический памятник с 1840 года[4]

## Фотогалерея

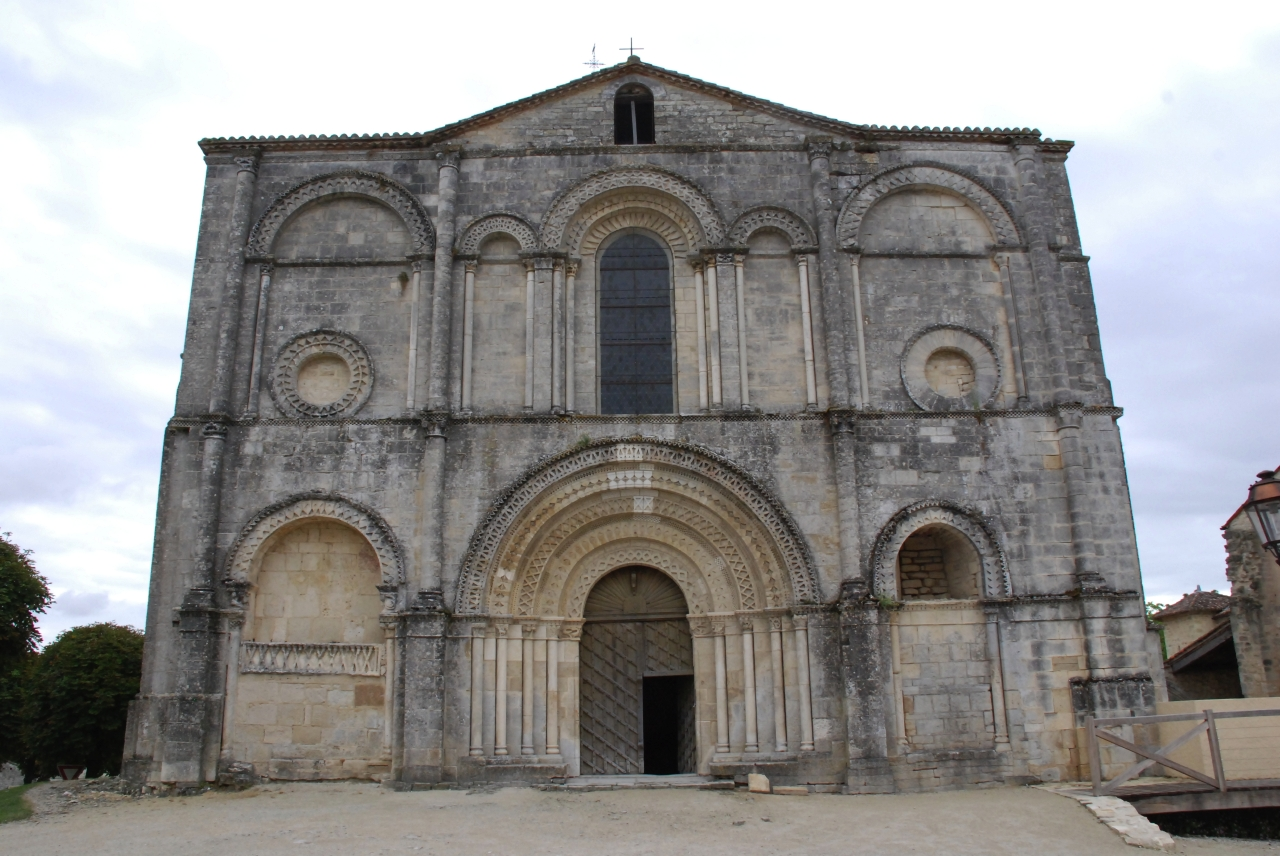
Аббатство Сент-Аман-де-Буакс
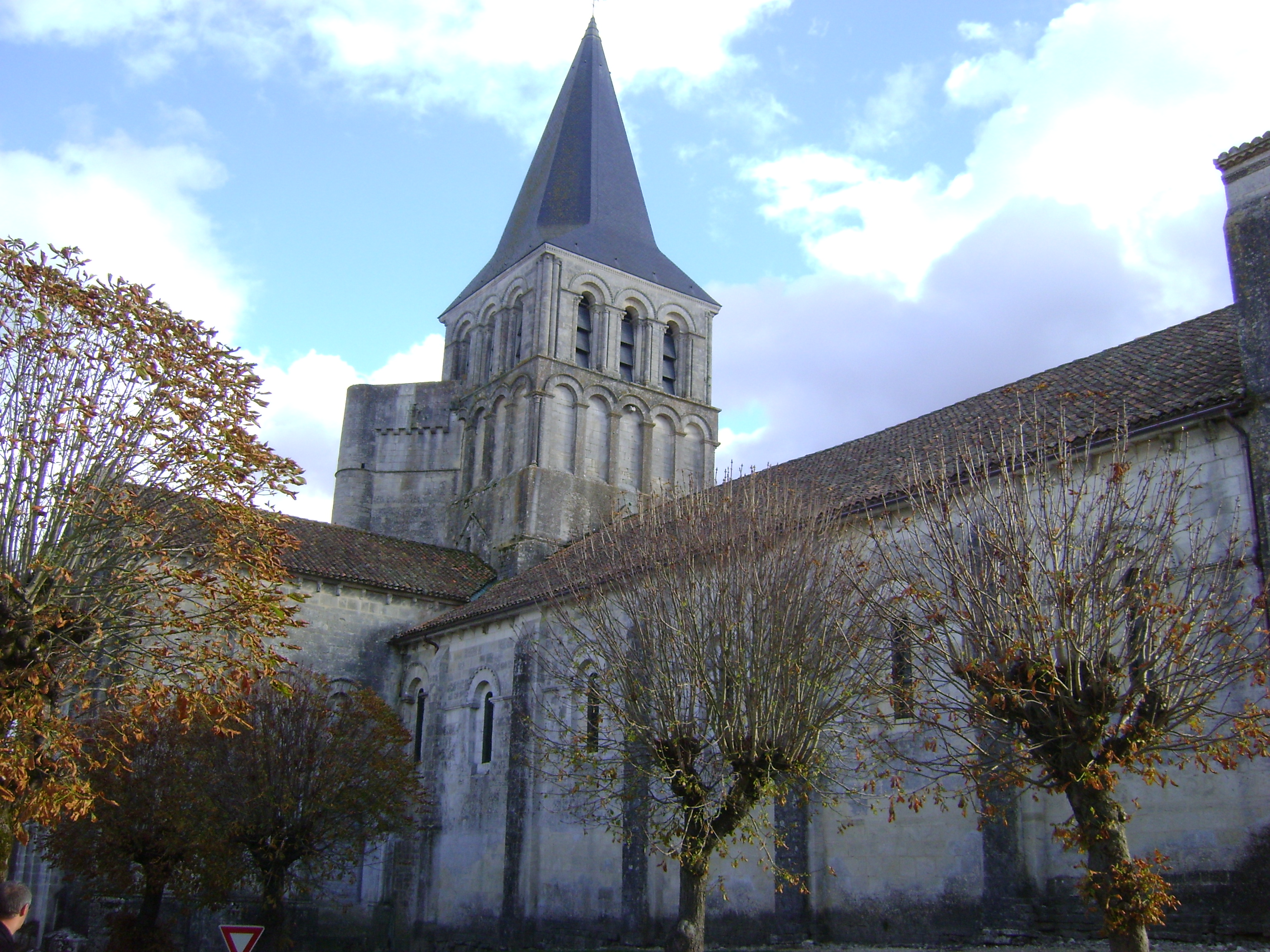
Аббатство Сент-Аман-де-Буакс
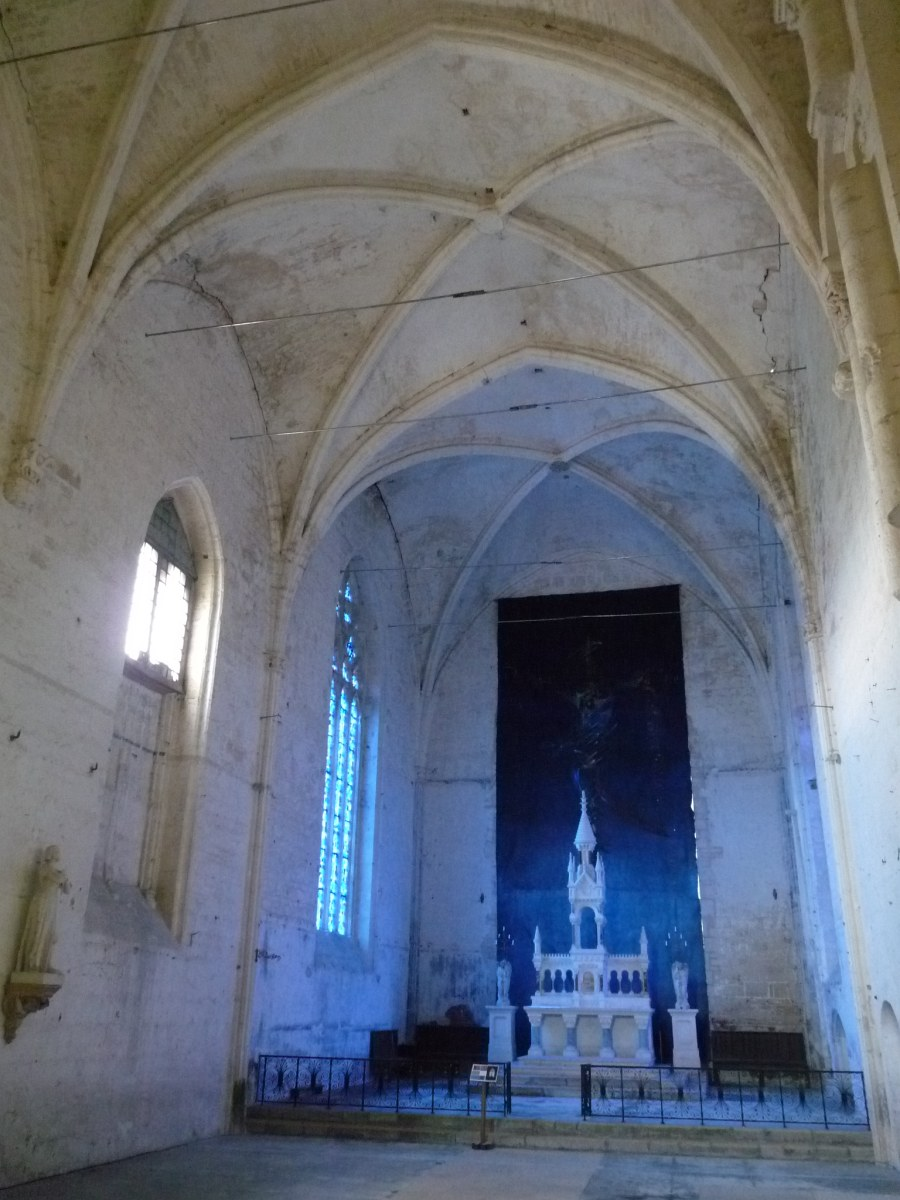
Интерьер монастырской церкви
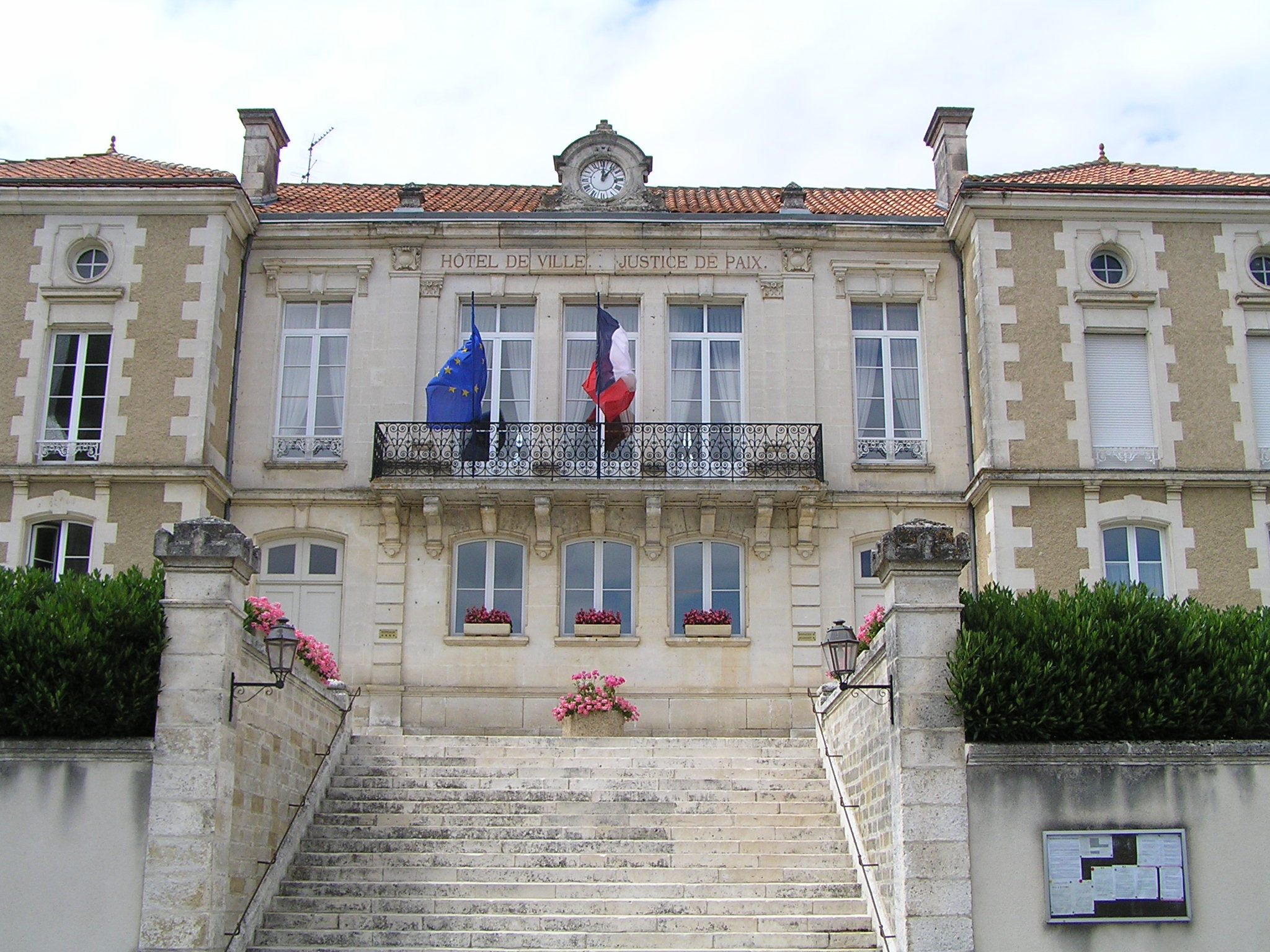
Мэрия